# Nîha
Nîha är en ort i Libanon.   Den ligger i guvernementet Libanonberget, i den centrala delen av landet, 30 km söder om huvudstaden Beirut. Nîha ligger 1 043 meter över havet och antalet invånare är 3 500.
Terrängen runt Nîha är kuperad åt nordväst, men åt sydost är den bergig. Terrängen runt Nîha sluttar västerut. Närmaste större samhälle är Jezzîne, 7,1 km sydväst om Nîha. 
Omgivningarna runt Nîha är i huvudsak ett öppet busklandskap. Runt Nîha är det ganska tätbefolkat, med 134 invånare per kvadratkilometer.